# New Wave of New Wave
New Wave of New Wave (NWoNW) ist ein Begriff, der von der britischen Musikpresse in den 1990er Jahren geprägt wurde um ein Subgenre des Alternative zu beschreiben. NWoNW-Bands bestanden meist aus jungen, weißen Männern, die aus der Arbeiterklasse stammten, und gitarrenbasierte Rockmusik spielten. Die Bewegung war sehr kurzlebig und viele Bands wurden später mit dem kommerziell erfolgreicheren Britpop assoziiert.
Der Begriff New Wave of New Wave bezog sich auf die offensichtlichen Parallelen zwischen dieser aufkommenden Musikszene am Anfang der 1990er und der New-Wave- oder der Punkszene in den 1970ern und 1980ern. NWoNW-Bands gaben oft lautstark politische Kommentare ab und zeigten sich kritisch gegenüber dem britischen Premierminister John Major, hatten aber keine festgelegte politische Ideologie.
Die NWoNW-Szene wurde häufig mit dem Konsum der Droge Speed in Verbindung gebracht, weshalb die Bandmitglieder oft als dürr und blass beschrieben wurden.